# Сюрзи (озеро)
Сюрзи — пресноводное озеро в Архангельской области России. Это одно из самых больших озёр в Мезенском районе.
Озеро расположено на юго-востоке Мезенского района, западнее возвышенности Косминский Камень Тиманского кряжа.
Площадь озера составляет 5,9 км², а площадь его бассейна — 58,3 км². Высота над уровнем моря — 112 м. Наибольшая глубина — 10,2 м.
Небольшими протоками озеро соединяется с рекой Сюрзинская Виска и озером Пелядиное.

## Отравление
В 2001—2002 годах на озере отравились токсинами несколько человек, некоторые погибли. Предположения о том, что отравление могло быть вызвано токсичными веществами (гептилом) после падения одной из ступеней ракет, запускаемых с космодрома Плесецк, не подтвердились. При обследовании озера телеуправляемым глубоководным аппаратом «Гном» специалисты Института океанологии РАН им. Шершова обнаружили на дне так называемые «ямы», которые периодически выделяют в водную среду газ. Такие же оспины есть в Северном и в Белом морях. Часть озера не исследовалась, так как сильно заросла. Пробы воды, взятые в озере Сюрзи для проверки на токсичность, дали отрицательный результат.